# Iglesia de San Pedro (Amusco)
La iglesia de San Pedro es una iglesia situada en la localidad de Amusco, provincia de Palencia, España, declarada bien de interés cultural el 23 de julio de 1992.

## Descripción
La iglesia, dedicada a San Pedro Apóstol, es construcción de los siglos XVI y XVII, sobre ruinas románicas de los siglos XII y XIII.
Es un edificio de amplias dimensiones, construido en piedra y tiene una única y gran nave principal en la que pilares adosados levantan arcos de medio punto. Las bóvedas que cubren la iglesia son de aristas adosadas con yeserías barrocas del siglo XVIII, cuyos tramos construyó Felipe Berrojo en 1678. El tramo de la capilla mayor se cubre con cúpula muy rebajada. El coro es alto y está situado a los pies; se accede a él por una escalera de piedra de amplias dimensiones. A los pies de la iglesia se levanta una airosa espadaña construida en piedra, con cuatro cuerpos de altura.
En el ábside hay que resaltar unas mensulillas decoradas con cabezas de monos y otros animales. A la derecha de la nave central se conserva un púlpito de cinco frentes, decorados con yeserias mudéjares, platerescas de principios del siglo XVI.
La iglesia tiene dos portadas, una a los pies y otra en el lado de la Epístola; la portada abierta a los pies es del siglo XIII, tiene siete arquivoltas decrecientes que apoyan sobre catorce capiteles seguidos, la primera arquivolta lleva decoración de dientes de sierra, y la siguiente, unas diminutas figuras de ángeles, que aparecen colocadas en el sentido de la circunferencia, disposición propia ya de la arquitectura de transición las siguientes están adornadas con baquetones y flores cuadrifolios en parejas dobles. Flanquean las arquivoltas, dos esculturas de San Pedro y San Pablo, colocadas sobre un zócalo, bajo doseletes.
La portada que se abre en el lado de la Epístola, es románica, de finales del siglo XII, con cinco arquivoltas, una de ellas adornada con símbolos del zodíaco.

## Patrimonio mueble

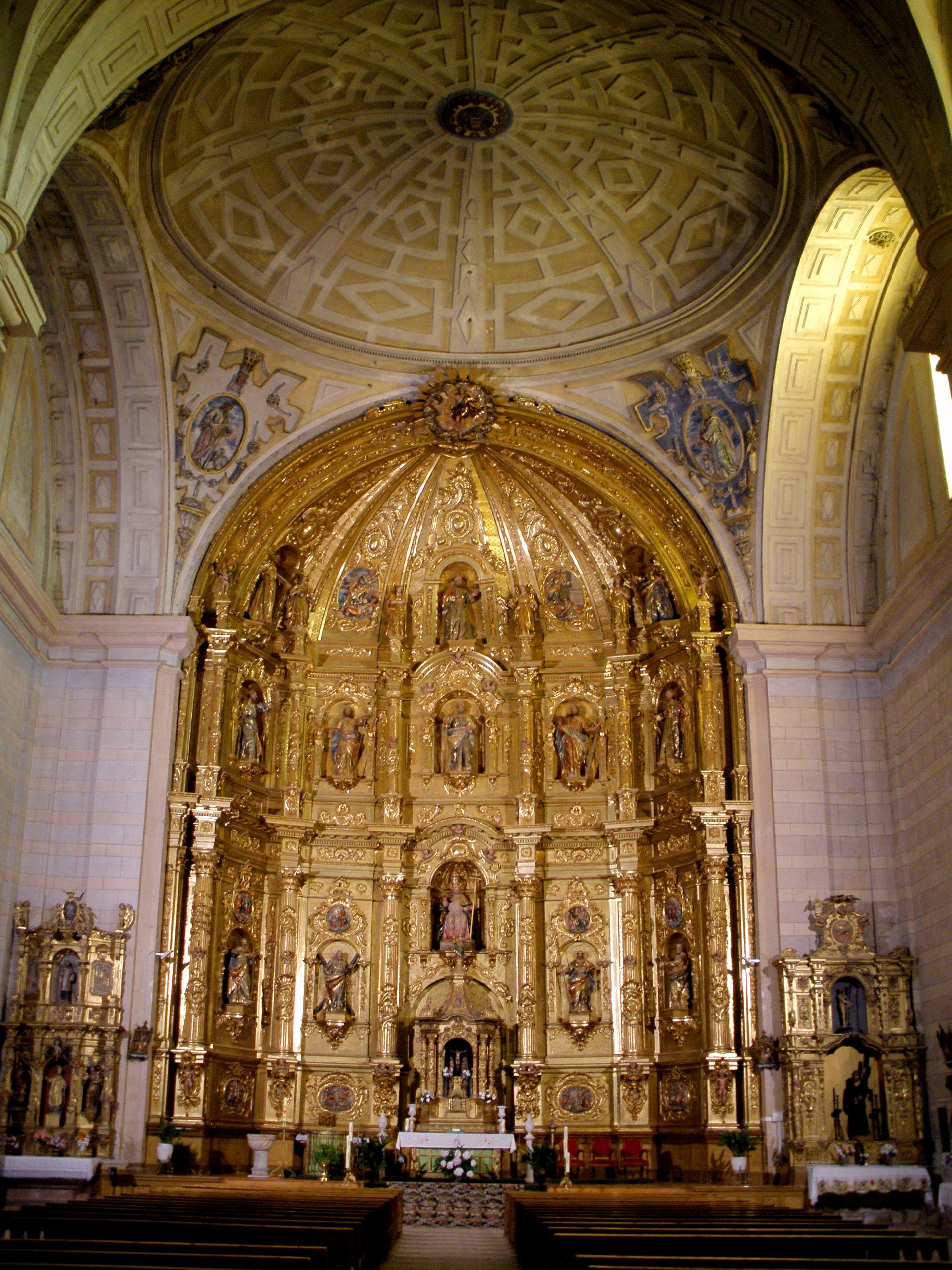
Retablo mayor

En lo que se refiere a bienes muebles, en la nave del Evangelio se encuentran: una escultura de Cristo en la cruz, gótica del siglo XIV; un retablo barroco que fue el antiguo retablo mayor de la iglesia, ensamblado por el vallisoletano Pablo de Freira en 1672; un retablo barroco recompuesto, cuyo primer cuerpo es del último tercio del siglo XVII, el segundo cuerpo es de estilo rococó del último tercio del siglo XVIII y un retablo barroco de mediados del siglo XVIII, con estructura de San José con el niño de la misma época.
En el presbiterio, se halla el retablo mayor barroco realizado por Francisco Tejedor en 1762 y dorado por Gabriel Fernández en 1770. En el banco tiene relieves que representan episodios de la vida de San Pedro.
En la nave de la Epístola, hay un retablo barroco de mediados del siglo XVIII con esculturas de Cristo atado a la columna, del siglo XVI. También un retablo barroco del último tercio del siglo XVII, realizado por Pedro de Cea y dorado en 1676 por Pedro de Mondragón.
En el coro, destaca el órgano neoclásico de finales del siglo XVIII. La sillería es barroca, realizada en 1789 por Francisco Estéban Collantes, vecino de Burgos. 